# Lake Gairdner (sjö i Australien, Tasmanien)
Lake Gairdner är en sjö i Australien. Den ligger i delstaten Tasmanien, i den sydöstra delen av landet, omkring 190 kilometer nordväst om delstatshuvudstaden Hobart. Lake Gairdner ligger 484 meter över havet.
I omgivningarna runt Lake Gairdner växer i huvudsak städsegrön lövskog. Runt Lake Gairdner är det mycket glesbefolkat, med 4 invånare per kvadratkilometer. Genomsnittlig årsnederbörd är 1 598 millimeter. Den regnigaste månaden är augusti, med i genomsnitt 204 mm nederbörd, och den torraste är januari, med 63 mm nederbörd.